# Didonica pendula
Didonica pendula är en ljungväxtart som beskrevs av J.L. Luteyn och R.L. Wilbur. Didonica pendula ingår i släktet Didonica och familjen ljungväxter. Inga underarter finns listade i Catalogue of Life.